# Falkenberg (Suècia)
Falkenberg és una ciutat de Suècia fundada l'any 1558 i la seu del Municipi de Falkenberg a la província de Halland. El 2010 tenia 20.035 habitants. Es troba a la desembocadura del riu Ätran. El nom està format per les paraules sueques per designar falcó (falk) i muntanya (berg). La principal platja de la població, Skrea strand, va ser premiada amb la Bandera Blava el 2007.

## Història
Al segle xii el rei danès bastí el Fort de Falkenberg a la riba est del riu Ätran, que acabaria donant el nom a la ciutat. Halland en aquella època formava part de Dinamarca.
Junt amb la resta de Halland, Falkenberg passà emporalment a Suècia pel Segon Tractat de Brömsebro (1645). El Tractat de Roskilde trenta anys més tard, va fer que tota la província passés a ser sueca de forma definitiva.

## Persones i grups relacionades amb Falkenberg
- Leif "Gusten" Gustafsson,
- Rutger Backe, futbolista
- Ablaze My Sorrow, de la death metal band
- By Night, death metal/extreme metal band
- Nina Björk, periodista feminista
- Walter Dickson, escriptor
- Erik "Spänst" Svensson, atleta
- Jojje Jönsson, actor
- Carl-Johan Vallgren, escriptor
- Pär Zetterberg, futbolista
- Annika Andersson, comediant
- Vains of Jenna, Lizzy DeVine, JP White, rock band
- Sonic Syndicate, banda musical melodic death metal/melodic metalcore
- Jenny Antoni, actriu
- Bo Andersson, Cap de la companyia russa AvtoVAZ

## Ciutats agermanades
- Gniezno, Polònia[2]